# Porcellio turolensis
Porcellio turolensis là một loài chân đều trong họ Porcellionidae. Loài này được Cruz miêu tả khoa học năm 1992.